# Atum
Atum és un dels principals déus creadors. Anomenat "El que existeix per si mateix", era un Déu solar de la mitologia egípcia venerat especialment durant l'Imperi antic.
- Nom egipci: Itemu.
- Nom grec: Atum.
- També conegut com a Atem o Tem.

## Iconografia
Va ser representat com a home, portant la doble corona, o com a home vell barbut. Com a Déu solar, amb cap de moltó, amb cap de mangosta, o com a Bennu (el fènix). És el primer Déu representat amb cos humà, ja que abans totes les deïtats dels antics egipcis tenien forma d'animals.

## Mitologia

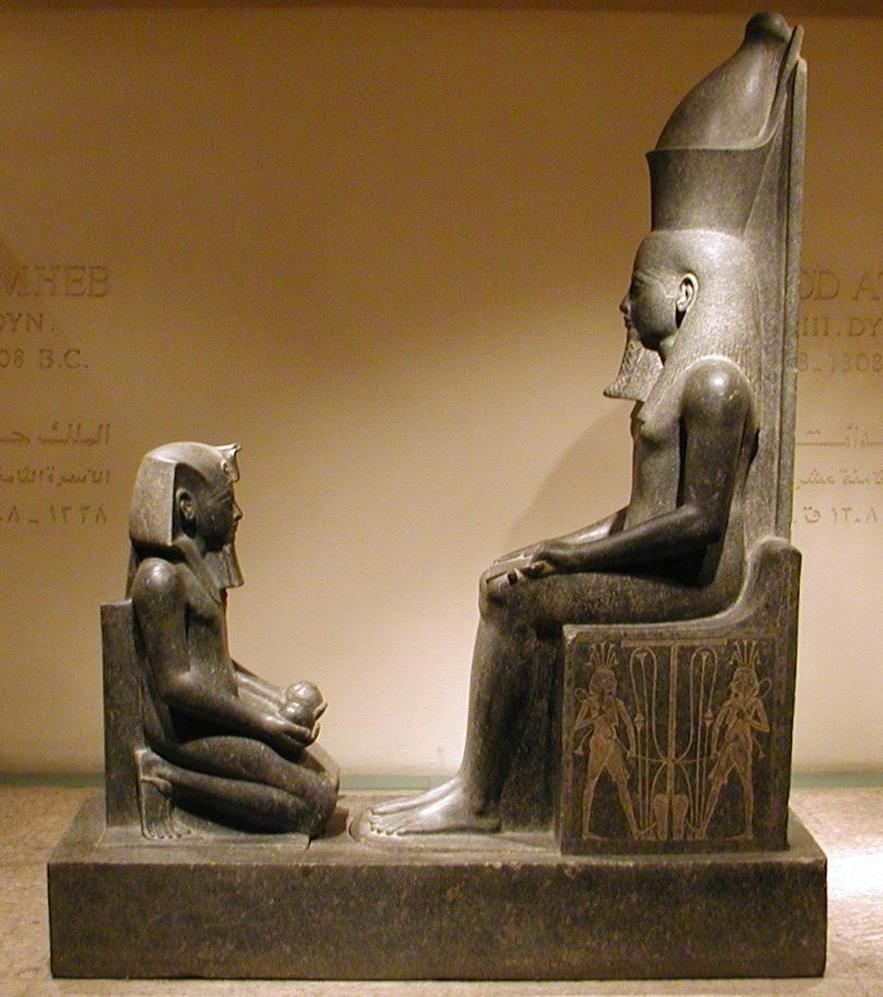
Horemheb venerant Atum, Museu de Luxor.

Atum és el déu que, segons la cosmogonia heliopolitana, va sorgir de l'"oceà primigeni", Nun, creant-se a si mateix (mitjançant autofelació, saliva, llàgrimes, sudoració o altres mètodes). Mitjançant la seva consciència, Ra, creà els altres déus: Shu i Tefnut (aire i humitat), qui al seu torn són pares de Geb i Nut (la terra i el cel), pares dels Déus: Osiris, Isis, Neftis, Seth i Horus el Vell. Atum, segons la teologia memfita, va ser concebut a partir del cor de Ptah.
Els seus primers descendents configuren l'ennèada heliopolitana. Va crear els seus fills, els déus Shu i Tefnut, de la seva saliva o mitjançant masturbació. A Heracleòpolis, la seva mà era el principi femení, personificat en Nebethetepet, la "Senyora de la satisfacció". Segons altres mites més tardans, va tenir relacions amb la seva ombra, o amb la dea Ausaas.

## Epítets
Va ser denominat "El perfecte", com a Déu creador "El que existeix per si mateix" i "Ehjnl, de la fi de l'Univers".

## Sincretisme
Se'l va associar amb Ra, amb el nom d'Atum-Ra i Atum-Ra-Horakti, amb Ptah i, a vegades, amb Osiris. Va ser identificat amb Amon, com a Amon-Ra, durant l'Imperi nou.

## Culte
El seu principal lloc de culte va ser a Heliòpolis, també va ser venerat a Pithom, Meidum, Letòpolis, Edfú, Heracleòpolis, i a l'oasi de Kharga durant el Període Tardà.